# 태고의 달인의 등장인물 목록
아래는 태고의 달인에 등장하는 인물들의 목록이다.

## 와다 집안
와다 동 (동이) (和田どん)
성우：야마다 후시기(山田ふしぎ) → 나라하시 미키(ならはしみき)
본작의 주인공. 게임 중은 주로 1P가 조작한다. 호쿠리쿠 지방의 태고 공방에서 정성을 담아 만들어진 일본식 태고에 영혼이 머물러 태어났다. 태고의 매력을 넓히기 위해서 캇츠와 함께 상경해, 와다가에 식객하게 되었다. 지금은 마을의 인기인. 위협적인 식사량을 자랑하는 상당한 대식. 말버릇은「~동!」이고 의문형은「~캇?」. 남자아이 같지만 성별의 개념은 불명.(꾸미기 아이템 중에 웨딩 드레스 같은 여성형 꾸미기 아이템이 있다)
얼굴의 직경은 일척6치수(48 cm), 재질은 느티나무. 얼굴색은 오렌지(주황색).
워낙 외모가 귀여운데다가 인기가 좋다 보니 물빛블러드에서 주역으로 나오고, 테일즈 오브 더 월드 나리키리 던전 3에서는 제노사가의 KOS-MOS와 함께 플레이어 캐릭터로 활약하며, 아이돌 마스터에서 16명의 아이돌 후보생들의 액세서리 아이템으로도 등장한다.
와다 캇츠 (딱이) (和田かつ)
성우：야마다 후시기(山田ふしぎ) → 나라하시 미키(ならはしみき)
와다 동의 쌍둥이 동생으로 본작의 보조 주인공. 게임 중은 주로 2P가 조작한다. 와다 동에게 지지 않는 건강한 개구쟁이 꼬마로 자신이 주역이 아닌 것에 관계해 고민하고 있으며 조역의 취급 밖에 되지 않는 것에 어느 정도 불만이 있다. 위협적인 식사량을 자랑하는 상당한 대식이지만 동보다는 소극적. 말버릇은 와다 동과 같이「~동!」이고 의문형은「~캇?」. 남자아이 같지만 성별의 개념은 불명.(꾸미기 아이템 중에 웨딩 드레스 같은 여성형 꾸미기 아이템이 있다)
미즈마리코(水マリ子, 물풍선)나 히요코(ひよこ, 병아리) 같은 꼬마 캐릭터들에게 인기가 있다.
얼굴의 직경도 와다 동과 같이 일척6치수(48 cm), 재질은 느티나무. 얼굴색은 하늘색.
또한 와다 동과 같이 귀여운 외모와 압도적인 인기를 바탕으로 물빛블러드에서 주역으로 나오고, 테일즈 오브 더 월드 나리키리 던전 3에서는 제노사가의 KOS-MOS와 함께 플레이어 캐릭터로 활약하며, 아이돌 마스터에서 16명의 아이돌 후보생들의 액세서리 아이템으로도 등장한다.
와다 이누(和田イヌ)
와다 집안에 길러지고 있는 예의바른 애완견. 흰색 두건이 특징. 와다가의 가사를 주로 담당하고 있다. 잘 하는 요리는 조림.
와다 존(和田ジョン)
와다 이누의 남동생으로 떠돌이 들개. 붉은 두건이 특징. 강아지의 무렵 외국선에 헤매어, 2년간 온 세상을 전전하고 있었다. 그때 백 파커의 경험도 있다.
바치오 선생님(バチお先生)
성우：스가누마 히사요시(菅沼久義) → 나라하시 미키(ならはしみき)
2인 1조의 북채로 구성된 이상한 생물. 와다 동들을 뒤쫓아 상경, 테츠오들의 태고의 스승. 가벼운 동작이 자랑.
와다 테츠오(和田テツオ)
성우：?
와다 씨 집안의 차남. 첫 등장시 5세. 현재는 초등학교 3학년. 와다이코 교실에 다니고 있지만, 싸움질잘하고 있는 것 같다. 상당한 장난꾸러기에 말썽꾸러기지만 뿌리는 솔직하고 할아버지 생각의 냉철하고 무력한한 아이이다. 운동신경으로 실은 머리도 좋다고 하는 문무 두 개의 길을 「7대째」로 증명했다. 일단 형제는 있는 것 같지만,그에게 모두 학살되었다. 가정용 2대째의 오프닝으로 그의 가족들 사계 사람들을 확인할 수 있지만 진실의 정도는 현재까지 불확실.
할아버지/와다 키요시(おじいちゃん/和田喜与志)
성우：?
와다 테츠오의 할아버지이며, 와다가의 히트맨. 첫 등장시 74세. 6대째 때 희수를 맞이했다. 쵸우칭 우나기와는 구면의 사이. NDS때부터는 스스로 만든 소용돌이로부터 7개의 섬에 가서 북도장을 열었다.
스즈동(すずどん, 방울)
신사의 종. 예전에는 쵸우칭 우나기 일행이었지만, 와다가의 기분을 자주 맞춰준 덕분에 그대로 와다가의 새로운 식객이 되었다. 동, 캇츠와 달리 대식은 아니기 때문에 가계를 압박은 하지 않지만, 한밤중에 난리를 피우면 시끄럽다.
와다 미미츠(和田ミミズ, 지렁이)
와다 동의 애완동물(소녀). 와다가의 뜰에 있는 화분을 침상으로 하고 있다. 특기는 연애 상담에 응하는 것. 말을 할 수 없기 때문에 신축 하는 것으로 감정을 전한다. 벌레라는 이유로 가끔 우쨩 같은 새들의 표적이 되곤 한다. 동코, 캇츠코와도 친하다.
우쨩(うーちゃん)
꾀꼬리. 많이 전부터 있지만, 이름이 붙은 것은 6대째로부터. 와다가의 뜰에서 아름다운 노래를 연주하고 있던 것을 캇츠가 일방적으로 말을 건네고 있을 때 허물 없이 친구가 된다. 그 덕분에 놀러 온다든가, 개의 등을 타고 있다. 새이므로 좋아하는 것은 벌레.
※와다가로서 괄은 좋은지는 의문.
다루마상(だるまさん, 달마)
애니메이션 스페셜로부터 등장. 복을 부르는 4색 오뚝이. 동들이 마음대로 쿠로메를 들어갈 수 있으면 영혼이 머물렀다. 와다가에 정말로 복을 부르는지, 검은자위를 지우면 영혼이 빠지는지 불명한 부분이 많다. 꼬마 캐릭터중에서는 드문, 와다 동(캇츠)로부터 등장할 때의 액션이 2종류 있는 캐릭터이다. 말투는 어미에「ごわす」를 붙인다.
켄다마(けんだま, 죽방울)
7대째로부터 등장. 우에노의 장난감 가게에서, 테츠오가 할아버지를 졸라 사주었다. 테츠오가 처음으로「토메상」에 성공한 날로부터 영혼이 머문 것 같다. 테츠오가 기술을 닦은 만큼 켄다마도 기뻐하는 것 같다.

## 타카하시 집안
와다가의 근처에 있는 이웃.
하나쨩/타카하시 하나(はなちゃん/高橋はな)
성우：?
타카하시 씨 집안의 차녀. 테츠오의 1살 연상으로, 누나와도 같은 존재. 자신있는 철퇴술은 전수받음의 솜씨를 가진다. 또 유행에도 매우 민감한, 요즘의 여자 아이. 2P가 조작하며,철퇴를 사용하여 싸우는 데 능숙하다.
네코(고양이)와 샤쿠시(주걱)(猫と杓子)
타카하시 집안의 애완 고양이와 미야지마 출신의 밥주걱. 둘은 언제나 함께인 2인 1조. 주걱은 하나쨩의 언니가 수학 여행으로 히로시마에 갔을 때에 사 온 것. 뒤에 「필승」이라고 쓰여져 있다. 고양이는 메카동을 보자마자 뒤쫓아 버리는 것 같다. 성별은 수컷.

## 구립 와다이코 연구소(통칭 와다켄)
메카동(メカドン)
성우 : 나라하시 미키(ならはしみき)
길가에 버려져 있던 낡은 느티나무제의 태고를 개조해서 만든, 인류 사상 최초의 와다이코 로봇. 처음 등장시, 미니 게임에서는 와다 동의 라이벌이었지만, 4대째 이후부터 오토 모드(악곡을 자동으로 연주하는 모드. 당연히 기록에는 남지 않는다. 주로 기억이나 단지 음악으로서 즐기고 싶을 때 등에서 사용)에서는 와다 동을 대신해 등장하게 되었다. 그러나, 귀여운 외모는 어쩔 수 없다지만, 기계임에도 불구하고 머리는 그만큼 좋지 않은 것 같고 박사가 제멋대로 뒤따라 합쳐져 마음대로 안 되는 개조를 해버리는 것이 많다. 게다가 로봇이니만큼 말투는 인간과 동떨어져 있고(자막 표기 시 히라가나로 표기해야 할 부분이 모두 가타카나가 되어 있고 말할 때도 표준 일본어가 아니라 외국화한 일본어로 말한다.) 말버릇은「~메카!」이고 의문형은「~메카캇?」.
메카캇츠(メカカツ)
성우 : 나라하시 미키(ならはしみき)
메카동과 마찬가지로 길가에 버려져 있던 낡은 느티나무제의 태고를 개조해서 만든 두 번째 와다이코 로봇. 메카동의 쌍둥이 남동생으로, 메카동의 와다 캇츠 칼라. 당연히 색깔만 다를 뿐, 메카동과 같이 모든 기능이 탑재되고 있다. 또한 오토 모드(악곡을 자동으로 연주하는 모드. 당연히 기록에는 남지 않는다. 주로 기억이나 단지 음악으로서 즐기고 싶을 때 등에서 사용)에서는 와다 캇츠를 대신해 등장하게 된다. 그러나 메카동에 비해 출연 회수가 적고 뚜렷한 인기도 없으며 메카동에 비해 분명한 개성이 있는 것도 아니다. 또한 메카동과 마찬가지로 귀여운 외모는 어쩔 수 없다지만, 기계임에도 불구하고, 머리는 그만큼 좋지 않은 것 같고 박사가 제멋대로 뒤따라 합쳐져 마음대로 안 되는 개조를 해버리는 것이 많다. 게다가 로봇이니만큼 말투는 인간과 동떨어져 있고(자막 표기 시 히라가나로 표기해야 할 부분이 모두 가타카나가 되어 있고 말할 때도 표준 일본어가 아니라 외국화한 일본어로 말한다.) 말버릇은「~메카!」이고 의문형은「~메카캇?」.
인동&인캇츠(インドン&インカツ)
메카동, 메카캇츠와는 별도로 제작된 인도 출신의 카레라이스 전문 와다이코 로봇.(설계는 캘커타 출신 엔지니어가 담당) 콧수염이 인상적인 상당한 괴짜로 미니 게임「카레라이스 먹기」로 와다 동들과 사투를 펼친다. 머리에 실은 카레는 절대로 넘쳐 흐름이 없으며(흘리면 기능이 정지된다) 매운 카레라이스를 먹으면 입에서 불을 뿜는다!!! 태고의 달인 포터블의 경우 미니게임 플레이 시 동체에 카레를 넣으면 출현한다.
박사
메카동, 메카캇츠를 만든 메카닉 박사로 와다켄 연구소의 소장. 메카동과 메카캇츠를 우주의 끝에 날리는 것에 집념을 태우고 있지만 특별한 목적은 없는 것 같다. 최근에는 와다켄 연구소가 새로운 사업에 참가해 버렸기 때문에 메카동과 메카캇츠의 새로운 버전의 개발이 뒤떨어져 버리고 있다. 또한 자신의 이기적임과 잘 안 되는 개조로 언제나 메카동과 메카캇츠를 곤란하게 하기도 한다. 이름은 불명.
조수
메카동, 메카캇츠를 만든 메카닉 박사의 조수로 와다켄 연구소의 부소장. 역시 이름은 불명. 하나쨩을 짝사랑하고 있다.

## 쵸우칭 우나기 일행
평상시는 축제 포장마차를 주최하는 쵸우칭 우나기를 바탕으로, 전국 순회공연 하고 있다.
쵸우칭 우나기(ちょうちんうなぎ, 초롱 장어)
머리에 초롱이 붙어있는 수수께끼의 생물. 축제 노점을 주관하여 전국을 순회하고 있다. 와다 집안의 할아버지와는 구면의 사이.
카메(かめ, 거북)
앞치마가 챠밍 포인트인 초록색의 바다거북. 쵸우칭 우나기의 일등 제자. 우나기 두목을 굉장히 존경하는 것 같다.
이카(イカ, 오징어)
먼 바다에서 온 쌍둥이 남매. 타코야키를 굽는 모습을 보고 자신도 구수하게 되지는 않을까 장래에 불안을 느끼고 있다.
타코야키(たこ焼き)
오사카 출신의 10인 형제. 이쑤시게로 푹. 그것이 쾌감인것 같다. 본고장에서는 간장맛이나 유즙맛도 있다던가?
히요코(ひよこ, 병아리)
잿날의 컬러 병아리. 마법전대 마지레인저, 굉굉전대 보우켄저, 수권전대 게키렌쟈, 염신전대 고온저, 특수전대 데카렌쟈, 폭룡전대 아바렌쟈 같은 일본의 전대물을 동경해 축제전대 피요레인저(お祭り戦隊ピヨレンジャー)를 결성. 성별의 경우 파랑, 초록은 수컷이고 노랑, 분홍은 암컷. 우나기 두목에게 '자신의 색을 짜내면 마음은 전해질 것이다!'라는 엄하면서도 따뜻한 말을 듣고 있다.

## 도콘단
일곱섬의 대모험 편에서 등장하는 악의 조직으로, 태고의 달인 최초의 첫 악역. "도콘류를 넓힌다"라고 하는 명목하에 소음을 마구 뿌리고는 주위를 곤란하게 하고 일곱섬의 값비싼 보물을 주로 노린다. 목적을 위해서는 수단과 방법을 가리지 않고, 소음을 마구 뿌리는 것 외에도 다리를 부수거나 하면 오멘코소의 가면을 훔치거나 하는 수많은 못된 짓을 하고 있다. 멤버는 전원 빨강과 파랑의 칼라링의 복장(기체)을 하고 있다. 태고의 달인 Wii에서 보탄, 냥키, 드라봇은 조직이 괴멸된 이후 불량배가 되어 와다 동, 캇츠에게 그다지 좋지 않은 영향을 주게 된다. 주제곡은 "われら無敵のドコン団"과 "闇の魂" 등이 있다.
도콘(ドコン)
도콘단의 보스. 원래 태고의 솜씨가 좋지 않았기 때문에, 그래서 비웃음을 사고 있었다. 그때 기가동에 부추겨져 와다 동 일행에 방해를 하는 것을 결의했다. 본래는 극히 보통 상냥한 소년. 플레이어의 모험이 끝난 다음은 모두와 사이좋게 지내고 있다.
보탄(牡丹)
성우 : 타카하시 치아키(たかはし智秋)
도콘단의 리더이면서 아이돌 마스터의 미우라 아즈사(보탄 성우는 아이돌 마스터의 미우라 아즈사 성우와 동일)에 지지 않는 나이스바디인 동시에 도콘단의 홍일점이기도 하다. 주로 일곱섬의 보물을 호시탐탐 노리고 있다. 화장이 워낙 두꺼워 조금이라도 벗겨지면 누군지 아무도 모르며 입이 거칠고 험하지만, 부하들을 잘 생각한다. 게임에서는 주로 스포트라이트로 플레이어의 주변을 방해한다. 종반에 석상으로 변해버렸으나 나중에 원래대로 돌아왔다. 트레이드 마크는 모란꽃.
냥키(ニャンキー)
성우 : 타카하시 치아키(たかはし智秋)
봉을 자유롭게 다루는 쿵푸 고양이. 응석이 꽤 심하고 오기가 있는 개구쟁이다. 게임에서는 분신술(!)과 생선던지기(?)로 플레이어를 방해한다. 종반에 석상이 되어버렸으나 어찌된 일인지 Wii에서는 원래대로 돌아온 모습으로 재등장한다. 참고로 보탄과 마찬가지로 냥키 성우는 아이돌 마스터의 미우라 아즈사 성우와 동일.
드라봇(ドラボット)
순수하고 뿌리는 상냥한 드럼형 로봇. 복부에는 항상 와루동/와루캇츠들을 수납하고 있다. 다른 두 명과 달리, 기계의 몸인 덕분에 석상이 되는 것은 모면했다. 게임에서는 바위(폭탄?)를 던져 플레이어를 방해한다.
와루동&와루캇츠(ワルドン&ワルカツ)
메카동과 메카캇츠의 프로토타입의 설계도를 기본으로 만들어진, 끔찍한 불협화음을 내는 악역 와다이코 로봇. 일반 메카동과 메카캇츠와는 성격이 정반대로, 항상 불규칙적인 소음을 일으키면서 못된 짓을 하고 다닌다. 똑똑하고 색깔이 정반대인 일반(지휘관)형 외에도 양산형과 다양한 타입이 존재한다.
자코봇(ザコボット)
도콘단이 만든 드럼형 로봇. 3호까지 있으며 개성과 실력은 제각각. 조직내의 입장으로서는 3인조 아래에 일반(지휘관)형 와루동과 와루캇츠와 동등하고 양산형 와루동과 와루캇츠의 위.
기가동(ギガドーン)
도콘단이 일으킨 사건의 모든 배후. 처음은 석상 가운데에 잠복하고 있었지만, 도콘에 갈아탄다. 도콘이 쓰러진 다음에 정체를 드러내 플레이어에 마지막 승부를 도전한다.

## 그 외
오오타마시이(大魂様(おおたましいさま, 대영혼)
와다 동, 캇츠를 포함한 모든 사물과 거주자들의 창조주. 언제나 와다 동, 캇츠를 포함한 모든 사물과 거주자들을 상냥하게 지켜보고 있다. 성별의 개념은 없을 것 같지만 소리는 일단 여성.
코다마(こだま, 메아리)
오오타마시이의 가신인 선녀. 교토 사투리로 말하며, 천계에서의 태고의 축제를 담당.
타마시이(魂(たましい, 영혼)
와다 동, 캇츠를 포함한 모든 사물의 영혼. 언제나 졸린 것 같지만, 마음만큼은 따뜻하다. 이것을 만들어낼 수 있었던 태고에 갈아타, 와다 동과 캇츠가 탄생. 영혼이 모두 없어지면 단순한 태고가 되어 버린다. 게임 중 틀렸을 때 등, 슬플 때에 나오는 「실망 영혼」, 기쁠 때에 나오는 「넋을 잃은 영혼」 등, 여러 가지 종류가 존재한다. 또한 100콤보 이상에서 틀렸을 경우 「꺅!」,「찍!」소리도 나오는 귀여운 이벤트도 있다.
동코&캇츠코(どん子&かつ子,소고)
성우 : 요시노 히나코(芳野日向子) → 후루하라 나나(古原奈々)
동과 캇츠와 같은 호쿠리쿠 지방의 태고 공방에서 태어나 두 명의 뒤를 쫓아,와다 동,와다 캇을 사랑하는 자매. 와다 동, 와다 캇츠와 비슷하게, 동코는 쌍둥이 언니이고 캇츠코는 동코의 쌍둥이 여동생이다.(아쉽게도 캇츠코는 중기 이후 미등장) 동코는 와다 동을, 캇츠코는 와다 캇츠를 매우사랑하고있지만,정작 동과캇츠는 좋아하지 않는것같다.. 모두의 축제에 참가할 수 있도록, 대나무 피리의 연습을 하고 있다. 참고로, 애니메이션 「러키☆스타」로 등장했던 적이 있다.(동코&캇츠코와 마찬가지로 성우는 후루하라 나나)

## 다른 작품으로부터의 게스트
주로 무도희로서의 참가가 된다. 무도희로서의 등장의 경우, 일부 애니메이션 캐릭터들을 포함해 기본적으로 각 캐릭터가 출연하고 있는 작품의 악곡에서만 등장하지만, 위 3작품은「도킷! 신곡투성이의 봄축제」이후 다른 악곡에서도 무작위로 등장하는 일이 있다. 대부분 단역이지만, 고정 출연하는 게스트들도 있다.

### 애니메이션 계열
일본 애니메이션 캐릭터들이 주제곡에 맞춰 등장한다. 고정 출연하는 애니메이션 인물들도 있으나 대부분 단역이다.
《원피스》
몽키 D. 루피, 롤로노아 조로, 나미와 토니토니 쵸파, 우솝, 상디, 네펠타리 비비와 니코 로빈, 프랑키, 브룩 등 밀짚모자 해적단과 해군, 다른 라이벌 해적단이 등장한다. 등장하는 곡은 "ココロのちず", "ヒカリへ", "FAITH", "BRAND　NEW　WORLD", "BON VOYAGE！".
《러키☆스타》
코나타, 카가미, 츠카사, 미유키 등 《러키☆스타》의 개성 만점 미소녀들이 등장한다. 주제곡 〈가져가! 세일러복〉은 아케이드 10, 11, 12, 12 증량판, Wii에 수록.
《스즈미야 하루히》
스즈미야 하루히, 쿈, 나가토 유키 등 스즈미야 하루히 시리즈의 인물들이 등장한다. 주제곡 〈하레하레 유카이〉는 아케이드 9, 10, 11, 12, 12 증량판, 7대째에 수록.
- 러키☆스타 애니메이션판 제2화에서 코나타, 츠카사 두 명이 〈하레하레 유카이〉 곡으로 이 게임을 하는 장면이 있었다.

《마법선생 네기마!》
최연소 교사인 네기 스프링필드와 아스나, 차차마루 등의 여학생들까지 《마법선생 네기마!》에서 활약한 인물들이 등장한다(한편으로는, 일정 확률로 '바보레인저' 여학생들도 나올 때가 있다). 주제곡 〈ハッピー☆マテリアル〉는 아케이드 8, 애니메이션 스페셜에 수록.
《도라에몽》
도라에몽과 노비타, 시즈카, 타케시, 스네오 등 도라에몽의 캐릭터들이 등장한다. 아케이드 11, DS판부터 등장. "도라에몽의 노래", "꿈을 이루어줘 도라에몽"을 연주할 때 등장한다. 연주할 때 나오는 미니도라는 연주를 흥겹게 해 준다.
《게게게의 귀태랑》
키타로, 고양이소녀, 들쥐사내 등 캐릭터들이 등장한다. 등장하는 곡은 "게게게의 키타로". 아쉽게도 실사 극장판 《게게게의 귀태랑》의 캐릭터는 미등장.
《키라링☆레볼루션》
츠키시마 키라리, 세이지, 히로토, 노에루, 코베니 등 키라링☆레볼루션에서 크게 활약한 아이돌 스타들이 등장하지만, 주제곡 〈チャンス！〉는 아케이드 11에, 〈アナタボシ〉는 아케이드 12와 12 증량판에 수록된 반면, 〈バラライカ〉는 창작판에만 나온다.(니코니코 동화에서 확인)
《부탁해요 마이 멜로디》
부탁해요 마이 멜로디 시리즈의 캐릭터들이 등장한다. 등장하는 곡은 "きらきらキララ☆彡", "コイ♥クル".
《큐티 하니》
키사라기 하니 등 큐티 하니 시리즈의 캐릭터들이 등장한다. 주제곡 "キューティーハニー"는 아케이드 4, 5대째에 수록.(아쉽게도 국내 리메이크판은 미수록)
《우루세이 야츠라》
등장하는 곡은 "라무의 러브송".
《치비 마루코짱》
마루코, 사키, 타마 등 치비 마루코짱의 캐릭터들이 등장한다. 〈춤춰요 폼포코링〉은 아케이드 2, 5, 12, 12 증량판, 13, 도킷! 신곡투성이의 봄축제, Wii에 수록.
《이누야샤》
이누야샤, 히구라시 카고메, 미로쿠, 산고, 싯포, 셋쇼마루, 키쿄우, 코우가 등 《이누야샤》에 활약한 인물들이 등장한다. 주제곡 "Grip！"은 두근두근 애니메이션 축제에 수록.
《기동전사 건담 시리즈》
초대의 아무로 레이부터 SEED의 키라 야마토와 아스란 자라, SEED DESTINY의 신 아스카, 00의 세츠나 F. 세이에이에 이르기까지 《기동전사 건담 시리즈》에 활약한 인물들이 등장하며, 가끔씩 세이라 마스, 라크스 클라인, 카가리 유라 아스하, 프레이 알스터, 스텔라 루시에 등의 히로인들이 무대에 등장할 때도 있다. 미니 캐릭터는 역대 건담 시리즈의 마스코트인 구형 로봇 하로. 등장하는 곡은 "哀戦士", "ignited－イグナイテッド－", "DAYBREAK'S BELL", "翔べ！ガンダム", "僕たちの行方".

### Made In Korea
한류 열풍의 주역 한국인들이 등장한다.
《겨울연가》
배용준 등이 등장. 주제가는 〈처음부터 지금까지〉.
《보아》
주제가는 〈발렌티〉.
《카라》
박규리, 한승연, 니콜, 구하라, 강지영 등 카라의 멤버들이 등장. 주제곡 Mister는 포터블 DX에 수록.

### 아이돌 계열
아이돌 소녀들로 구성되었으며 게임, 애니메이션 구분 없이 반다이남코게임즈 기준으로 소개한다. 프리큐어 시리즈는 아케이드 6, 가정용 4대째부터, 아이돌 마스터는 아케이드 7, 애니메이션 스페셜부터 등장하는 것을 시작으로 현재까지 전부 고정 출연.
《프리큐어 시리즈》
미스미 나기사(美墨なぎさ)를 시작으로, 마도카 아구리(円亜久里)까지 아이돌 마스터와 함께 개성 넘치는 34명의 프리큐어 소녀들이 등장한다.(프리큐어 소녀들이 시리즈에 관계없이 무작위로 나오거나 아이돌 마스터와 같이 등장하는가 하면, 프리큐어 소녀들만 등장하는 관중석에 특정 확률로 후지타 아카네, 휴우가 미노리 등의 게스트 캐릭터도 시리즈별로 등장할 때도 있다.) 아케이드 6, 가정용 4대째부터 본격적으로 등장하고 주제곡은 시리즈별로 수록. 대체적으로 《아이돌 마스터》와 상당 부분 비슷하나, 시리즈별로 다양한 주제곡이 수록되고 있음에도 불구하고 《아이돌 마스터》와는 다르게 미니 캐릭터(프리큐어 소녀들의 파트너)를 포함해 주연, 조연 모두 미등장. 이것은 아이돌로서의 성격과 제작사의 차이라고 생각된다. 그렇지만 워낙 태고의 달인과 관계가 깊다 보니 일부 일본 팬사이트에서는 태고의 달인+프리큐어 복합 이미지가 심심치 않게 발견된다. 차후에는 34명 모두 《태고의 달인》에 등장할 예정이다.
《아이돌 마스터》
아마미 하루카(天海春香), 키사라기 치하야(如月千早) 등의 아이돌 후보생 10명(전부 합쳐 16명)이 등장하며, 호시이 미키(星井美希)의 경우 "마법을 걸어줘", "에이전트 밤을 다녀가다", "GO MY WAY", "Shiny Smile"을 연주할 때 등장한다.(현재 가나하 히비키(我那覇響)와 시죠 타카네(四条貴音), 히다카 아이(日高愛), 미즈타니 에리(水谷絵理), 아키츠키 료(秋月涼)가 추가로 등장했다.) 아케이드 7, 애니메이션 스페셜부터 등장. 다만, DS판에서는「GO MY WAY!!」가 수록되고 있음에도 불구하고 미등장. 이것은 플랫폼의 차이로부터라고 생각된다. 덧붙여서 TVA판 《아이돌 마스터 XENOGLOSSIA》의 관련 주제곡은 미수록.(캐릭터도 미등장)

### 전대 계열
전대물에서 활약한 영웅들이 등장한다.
《폭룡전대 아바레인저》
폭룡전대 아바레인저의 5명이 등장한다. 아케이드 5부터 등장. "폭룡전대 아바레인저"를 연주할 때 주로 등장한다.
《특수전대 데카레인저》
특수전대 데카레인저의 5명이 등장한다. 아케이드 6부터 등장. "특수전대 데카레인저"를 연주할 때 주로 등장한다.
《마법전대 마지레인저》
마법전대 마지레인저의 5명이 등장한다. 아케이드 7부터 등장. "마법전대 마지레인저"를 연주할 때 주로 등장한다.
《굉굉전대 보우켄저》
굉굉전대 보우켄저의 5명이 등장한다. 아케이드 9부터 등장. "굉굉전대 보우켄저"를 연주할 때 주로 등장한다.
《수권전대 게키레인저》
수권전대 게키레인저의 5명이 등장한다. 아케이드 10부터 등장. "수권전대 게키레인저"를 연주할 때 주로 등장한다.
《염신전대 고온저》
염신전대 고온저의 5명이 등장한다. 아케이드 11부터 등장. "염신전대 고온저"를 연주할 때 주로 등장한다.
《사무라이전대 신켄저》
사무라이전대 신켄저의 5명이 등장한다. 아케이드 12 증량판부터 등장. "사무라이전대 신켄저"를 연주할 때 주로 등장한다.
《천장전대 고세이저》
천장전대 고세이저의 5명이 등장한다. 아케이드 14부터 등장. "천장전대 고세이저"를 연주할 때 주로 등장한다.
《해적전대 고카이저》
해적전대 고카이저의 5명이 등장한다. 新 태고의 달인부터 등장. "해적전대 고카이저"를 연주할 때 주로 등장한다.

### 게임 계열
《다마고치》
휴대용 게임기인 다마고치의 캐릭터들이 등장한다.
《물빛블러드》
미즈이로쨩 같은 귀여운 로봇과 캐릭터들이 등장한다. 덧붙여서, 《태고의 달인》 캐릭터들과 디자인이 비슷하기 때문에 와다 동과 와다 캇츠는 《물빛블러드》에도 등장한다.(물빛블러드 캐릭터 디자인 역시 요코오 유키코가 맡았다)
《드래곤 퀘스트》
태고의 달인 8의 "드래곤 퀘스트 서곡 VIII"를 연주하면 등장한다.
그리고 태고의 달인 12 증량판의 신곡인 "서곡 IX"를 연주하면 등장한다.
《미스터 드릴러》
호리 스스무 등 미스터 드릴러의 인물들이 등장.「도동카동」이후부터 계속해서 등장하고 있다.
《스페랑카》
스페랑카 1스테이지의 배경이 나온다. 그리고 스페랑카, 유령, 박쥐가 등장한다. 등장하는 곡은 "스페랑카".
《말랑말랑 전차》
말랑말랑 전차가 5대 등장하고 관중석에 주변인물도 나온다. 등장하는 곡은 "말랑말랑 전차".
《마리오》
마리오, 루이지, 쿠파, 바우저 등이 등장한다. 마지막에는 클리어하는 배경. 등장하는 곡은 "슈퍼 마리오브라더스".
《바람의 크로노아》
크로노아 등이 등장. 아쉽게도 가정용 4대째 이후에는 미등장.
《단어퍼즐 모지핏탄》
단어퍼즐 모지핏탄의 캐릭터들이 등장.
《보컬로이드》
하츠네 미쿠 등이 등장.
《남코 게임 캐릭터》
팩맨, 왈큐레 등 남코의 작품에서 활약한 캐릭터들이 등장한다.

## 같이 보기
- 태고의 달인
- 반다이남코게임즈